# Decisionisme
Decisionisme (afgeleid van het Duitse Dezisionismus) is een politieke, ethische en rechtstheoretische doctrine, die stelt dat morele of juridische bepalingen het gevolg zijn van beslissingen van politieke of juridische instanties.
Volgens het decisionisme wordt de geldigheid van een beslissing niet door de inhoud bepaald, maar door het feit dat het een beslissing is die genomen wordt door de juiste autoriteit, of door de correcte methode te gebruiken. De Duitse wetgeleerde Carl Schmitt was een voorstaander van deze rechtstheorie. Schmitt was van mening dat het niet de uitgangspunten zijn die de geldigheid bepalen, maar het feit dat het door de juiste autoriteit tot wet is gemaakt. Later in zijn leven, toen Schmitt lid was van de NSDAP, gebruikte hij decisionisme als een manier om het nazi-beleid te rechtvaardigen. Een van zijn uitspraken is "Der Führer heeft de wet gemaakt, der Führer beschermt de wet".
De trem decisionisme wordt in verschillende contexten gebryuikt. Zo wordt in de sociale wetenschappen het zogenaamde ‘decisionistische model’ geplaatst tegenover het ‘technocratische model’. Waar in het laatste model wetenschap en technologie het primaat hebben bij maatschappelijke beslissingen, is er bij decisionisme een strikte scheiding tussen wetenschappers en technologen in hun rol als experts aan de enen kant en aan de andere kant beleidsmakers en politici. Experts stellen volgens dit model hun kennis beschikbaar en de politici of andere beleidsmakers nemen  besluiten die daar op gebaseerd kunnen zijn. 